# Gnumpf
Als Gnumpf wird ein bestimmter Typ eines einfachen, robusten und leicht zu fliegenden Modellflugzeugs mit breiten Tragflächen bezeichnet. Je nach Motorisierung fliegt ein Gnumpf schon ab etwas mehr als 10 km/h, kann aber auch über 200 km/h erreichen. Modellflugzeuge vom Gnumpf-Typ werden für zahlreiche Wettbewerbe wie Ballonstechen oder Pylonslalom eingesetzt. Dank der robusten Bauweise verkraftet der Gnumpf auch harte Landungen und eignet sich damit auch als Trainingsflugzeug für Anfänger.